# CIWS

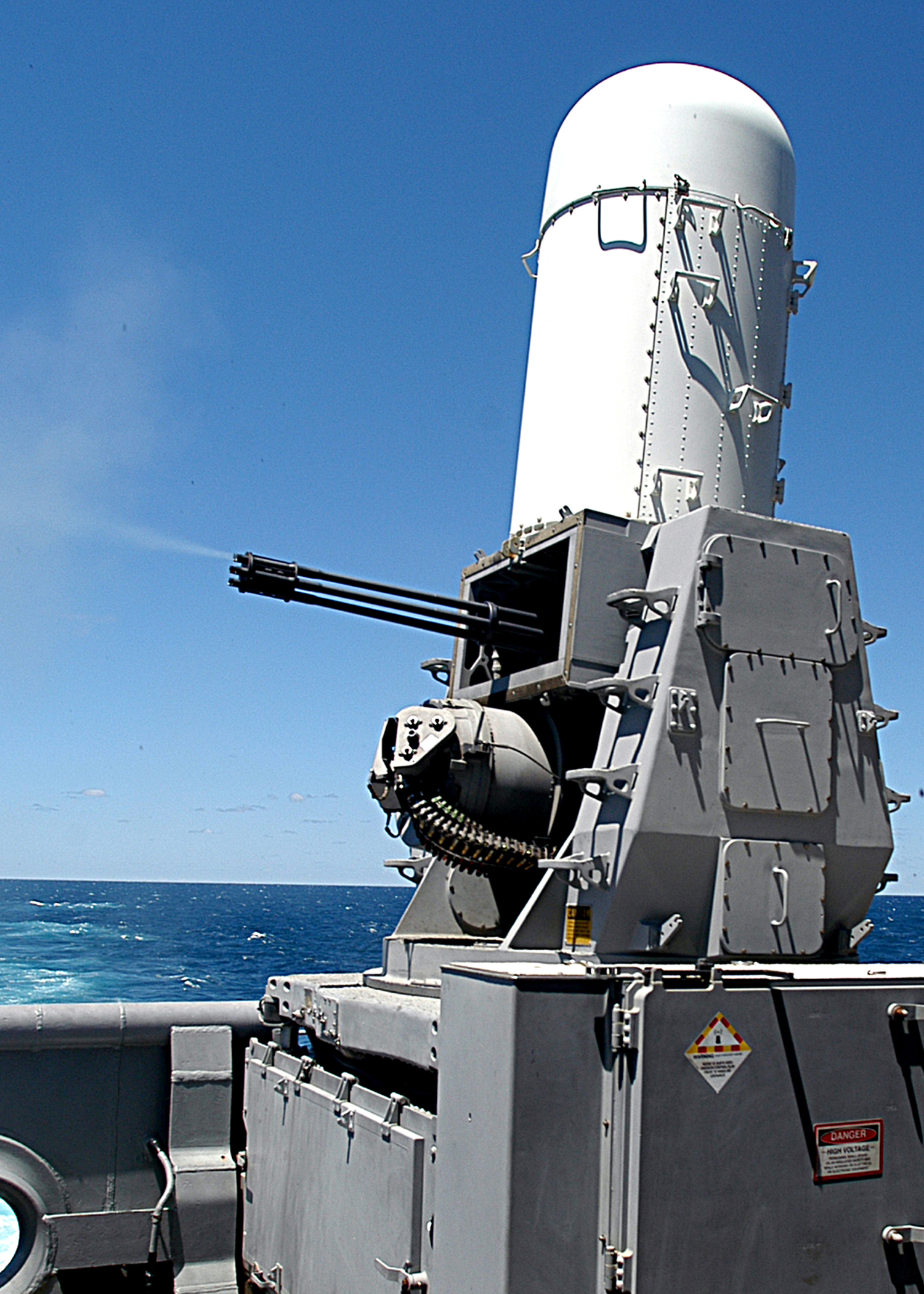
Phalanx CIWS

CIWS é a abreviação da sigla em Inglês "Close-in Weapon System", ou Sistema de Armas de Defesa Próxima, é um sistema naval é também terrestre para defesa de ponto, contra Míssil antinavio, morteiros e aeronaves de ataque.